# Walter Harms
Walter Enrique Harms Céspedes (Encarnación, 30 de abril de 1962-Guayaibí, 2 de diciembre de 2023) fue un político paraguayo. Fue diputado nacional desde 2013 hasta su muerte en 2023, por el Partido Colorado.

## Biografía

### Vida personal y familiar
Walter Enrique Harms Céspedes nació el 30 de abril de 1962 en Encarnación, Itapúa. Contrajo matrimonio con Gladys Margarita Vergara Lohse, hija del senador Lucio Vergara Ríos, quien fue intendenta de Encarnación en 2006 y presidenta del Centro de Ayuda al Discapacitado de Encarnación. Vergara falleció el 20 de octubre de 2023, de una enfermedad crónica. Harms y Vergara tuvieron tres hijos.

### Educación
Cursó la primaria en el Centro Regional de Educación de Encarnación y la secundaria en el Colegio San Blas de Obligado. Obtuvo una licenciatura en Ciencias Contables y Administrativas de la Universidad Católica de Asunción, cursando en la sede encarnacena de dicha institución.

## Trayectoria política

### Inicios
Miembro del Partido Colorado, Harms fue electo a la junta municipal de Encarnación, ejerciendo como concejal hasta 2010. Fue reelecto en 2010, llegando a ser presidente de la junta municipal, pero renunció en junio de 2013, para asumir su banca en la Cámara de Diputados, a la que fue electo ese año.

### Diputado nacional (2013-2023)
En 2013, Harms fue electo diputado nacional, representando al departamento de Itapúa. En 2018 fue reelecto a un segundo periodo y en 2023 a un tercero. Harms se alió con Horacio Cartes, presidente de 2013 a 2018, formando parte del movimiento Honor Colorado, la facción del movimiento de Cartes dentro del partido.
En agosto de 2023, el gobierno de los Estados Unidos canceló la visa de Harms y su familia, prohibiéndoles así la entrada al país. Junto a él fue sancionado el también diputado colorado cartista Yamil Esgaib y su familia. Esto se dio en el marco de una serie de sanciones estadounidenses al Partido Colorado en general y al cartismo en particular, la que habría empezado en 2022 con la designación de Cartes como «significativamente corrupto».

## Muerte
El 2 de diciembre de 2023, Harms, su hermano Carlos y el empresario José González asistieron al cumpleaños del gobernador de San Pedro, Freddy D'Ecclesiis, llegando al evento en una avioneta piloteada por César Godoy. Al retirarse, la nave habría tenido contacto con la copa de un árbol, lo que habría causado daños que la llevaron a estrellarse. Los cuatro hombres fallecieron en el siniestro.